# La Forêt-Auvray
La Forêt-Auvray är en kommun i departementet Orne i regionen Normandie i nordvästra Frankrike. Kommunen ligger i kantonen Putanges-Pont-Écrepin som tillhör arrondissementet Argentan. År 2018 hade La Forêt-Auvray 171 invånare.

## Befolkningsutveckling
Antalet invånare i kommunen La Forêt-Auvray
| Referens: INSEE |